# آزادی (فیلم ۲۰۱۹)
آزادی (انگلیسی: Liberté) یک فیلم در ژانر درام به کارگردانی آلبرت سرا است که در سال ۲۰۱۹ اکران شد. از بازیگران آن می‌توان به هلموت برگر اشاره کرد.